# Asyndetus pogonops
Asyndetus pogonops är en tvåvingeart som beskrevs av Robinson 1975. Asyndetus pogonops ingår i släktet Asyndetus och familjen styltflugor.
Artens utbredningsområde är Puerto Rico. Inga underarter finns listade i Catalogue of Life.